# Carex tovarensis
Carex tovarensis là một loài thực vật có hoa trong họ Cói. Loài này được Reznicek & G.A.Wheeler mô tả khoa học đầu tiên năm 1993.